# Elphos exalbata
Elphos exalbata är en fjärilsart som beskrevs av W. Warren 1903. Elphos exalbata ingår i släktet Elphos och familjen mätare. Inga underarter finns listade i Catalogue of Life.